# Bitwa o Braniewo (1807)
Bitwa o Braniewo 1807 – bitwa stoczona 26 lutego 1807 pomiędzy wojskami francuskimi i prusko-rosyjskimi. Była to bitwa kończąca kampanię zimową podczas I wojny polskiej w Prusach Wschodnich.

## Przed bitwą
Po najkrwawszej bitwie tej wojny stoczonej w dniach 7-8 lutego 1807 pod Pruską Iławą cesarz Napoleon Bonaparte postanowił, że leża Wielkiej Armii przebiegać będą wzdłuż rzeki Pasłęki do Zalewu Wiślanego. Ruch armii francuskiej został mylnie odczytany przez głównodowodzącego sił sojuszniczych generała Bennigsena jako odwrót i dlatego zlecił swoim siłom posuwanie się za Francuzami. Jedno ze zgrupowań dowodzone przez pruskiego generała von Plötza posuwało się wzdłuż wybrzeża Zalewu Wiślanego kierując się na Braniewo. W dniu 24.02.1807 miasto zostało zajęte przez brygadę straży przedniej pułkownika Maltzhana, a następnego dnia do Braniewa wkroczyły główne siły zgrupowania von Plötza, liczące ponad 2 tysiące żołnierzy pruskich i rosyjskich. Ten spodziewając się dalszego ruchu w kierunku Pasłęka lub Elbląga nie przygotował miasta do obrony. Wysłano tylko patrole, a miasto zabezpieczono linią posterunków forpocztowych w pobliskich wsiach, w Stępniu, Zawierzu i Garbinie. Tymczasem wiadomość o zajęciu Braniewa dotarła do marszałka Bernadotte, dowódcy I korpusu, a ponieważ spowodowało wyłom w zaplanowanej linii leż francuskiej armii, dlatego Braniewo musiało zostać odbite. Zadanie to otrzymał stacjonujący w Młynarach dowódca 1 dywizji generał Pierre Dupont. Do realizacji zadania oprócz jego dywizji liczącej 4 pułki piechoty przydzielono mu 3 pułki lekkiej kawalerii, brygadę dragonów (4 pułki) i pułk piechoty z 2 dywizji.  

## Bitwa
Generał Dupont dla zabezpieczenia swojego marszu pozostawił w Młynarach 54 pułk piechoty liniowej (z 2 dywizji) i w Chruścielu brygadę dragonów, a swoje siły podzielił na dwa zgrupowania. Prawe zgrupowanie składające się z 9 pułku piechoty lekkiej i 5 pułku strzelców konnych poprowadził generał Jean Bruyere drogą przez Pierzchały na Zawierz. Lewe zgrupowanie osobiście poprowadził generał Dupont drogą z Młynar na Las Miejski. Generał wiódł 24, 32 i 96 pułki piechoty liniowej oraz 2 i 4 pułki huzarów. Sojusznicy nie przygotowali Braniewa do obrony i byli całkowicie zaskoczeni, gdy około godziny 14 ich forpoczty zostały zaatakowane pod Zawierzem. Generał Bruyere zepchnął Prusaków w kierunku Rudłowa. Tymczasem von Plötz wyprowadził swoje główne siły przed miasto w kierunku Rudłowa i Stępnia. Jednak pruski dowódca został zaskoczony po raz kolejny, gdy około godziny 16 od strony Stępnia pojawiły się główne siły francuskie. Wcześniej oddziały Duponta przepędziły pruskie forpoczty z Garbiny. Walka o Stępień była zacięta, gdyż wieś przechodziła z rąk do rąk, ale ostatecznie tryumfowali Francuzi spychając Rosjan i Prusaków w kierunku Braniewa. Tymczasem generał Bruyere mimo początkowo zaciętego oporu zdobył Rudłowo i pędził zdezorganizowane oddziały prusko-rosyjskie w kierunku Braniewa. Odwrót sojuszników zaczynał przekształcać się w pogrom, gdyż również na przedmieściach generał Dupont rozbił kolejną linię pruską, a cofający się rosyjski kałuski pułki muszkieterów stracił 2 działa. Prusacy zaczęli uciekać przez oba mosty na prawy brzeg Pasłęki, ale wkrótce jeden z mostów zdobyli Francuzi, gdyż został on porzucony przez mający go bronić pruski batalion. Francuzi wkroczyli do Starego Miasta kilkoma bramami odcinając drogi odwrotu oddziałom sojuszniczym, ciężkie straty poniósł zwłaszcza rosyjski kałuski pułk muszkieterów. Ostatnia droga odwrotu wiodła przez główny most tzw. Młyński, a cofające się oddziały były zasypywane ogniem karabinowym przez zaprawione w walkach ulicznych oddziały francuskie. Przed ratuszem Francuzi zdobyli armatę i otworzyli z niej ogień w kierunku mostu. Po przekroczeniu Pasłęki na Nowym Mieście trwało natarcie francuskie za bezładnie uciekającymi Prusakami i ich łupem padły 3 kolejne armaty. Ostatecznie francuski atak zatrzymał się dopiero pod Siedliskiem. 

## Skutki
Bitwa zakończyła się całkowitym zwycięstwem Francuzów, którzy rozbili zgrupowanie prusko-rosyjskie i odbili Braniewo. Ich straty wyniosły kilkunastu zabitych i około 200 rannych, a łupem padło 6 armat i sztandar batalionu pruskiego pułku Rütsa. Siły prusko-rosyjskie straciły ponad 800 żołnierzy, chociaż Napoleonowi zameldowano o 1500. Głównie byli to jeńcy z pułku Rüts i kałuskiego pułku muszkieterów, który stracił aż 512 żołnierzy. Francuzi wkrótce wycofali się na lewy brzeg Pasłęki, a w nocy 28 lutego spalili oba mosty na rzece. Bitwa wywarła na głównodowodzącym rosyjskim generale Bennigesnie tak duże wrażenie, że nakazał zatrzymanie swojej armii i również wyznaczył leża zimowe. Innym skutkiem był negatywny oddźwięk fatalnego pruskiego dowodzenia wśród rosyjskiej generalicji, która negowała powierzanie Prusakom dowództwa nad rosyjskimi oddziałami. 
24 i 26 lutego 1807 doszło do walk między oddziałami kawalerii, tj. pruskim 5 pułkiem huzarów i francuskim 2 pułkiem huzarów. Wyczyny tych jednostek przeszły do legendy w obu armiach. Francuski 2 pułk huzarów istnieje do dziś, a jego 6 szwadron nosi nazwę Braunsberg.